# Gizia
Gizia ist eine französische Gemeinde im Département Jura in der Region Bourgogne-Franche-Comté. Sie gehört zum Arrondissement Lons-le-Saunier und zum Kanton Saint-Amour.

## Geographie
Im Gemeindegebiet entspringt das gleichnamige Flüsschen Gizia.
Die Nachbargemeinden sind Cuisia im Norden, Rosay im Osten, Chevreaux im Süden, Digna im Südwesten und Cousance im Westen.

## Wirtschaft
Gizia hat einen Anteil am Weinbaugebiet Côtes du Jura.

## Weblinks

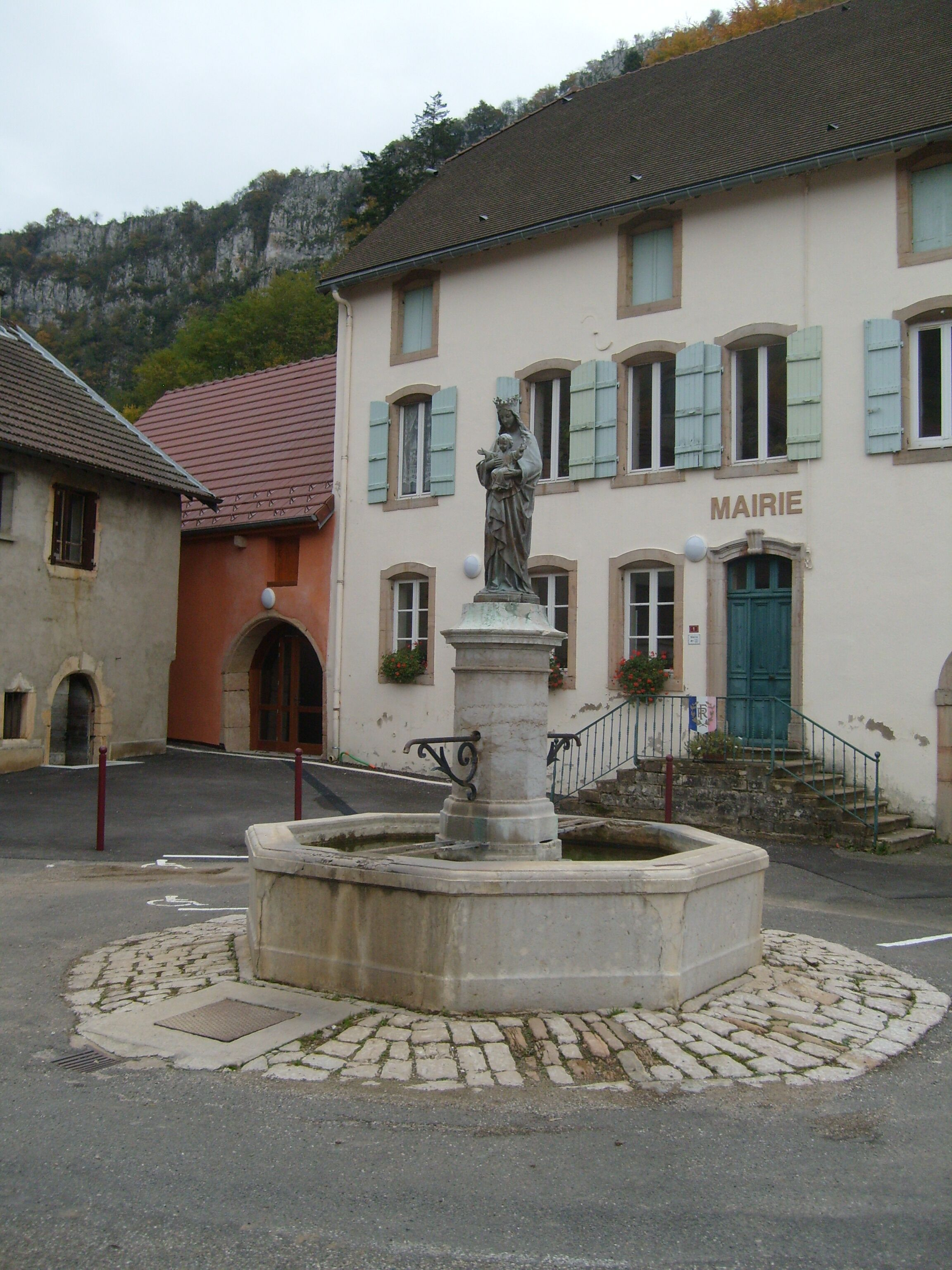
Brunnen mit Marienstatue vor der Mairie in Gizia

## Bevölkerungsentwicklung
| Jahr                       | 1962 | 1968 | 1975 | 1982 | 1990 | 1999 | 2006 | 2007 | 2018 |
| Einwohner                  | 289  | 287  | 294  | 274  | 223  | 221  | 221  | 221  | 235  |
| Quellen: Cassini und INSEE |      |      |      |      |      |      |      |      |      |